# Waldbaum's Hamlet Cup 1990
Il Waldbaum's Hamlet Cup 1990 è stato un torneo di tennis giocato sul cemento. È stata la 10ª edizione del torneo, che fa parte della categoria World Series nell'ambito dell'ATP Tour 1990. Si è giocato al Hamlet Golf and Country Club di Commack, Long Island, New York negli Stati Uniti dal 20 al 26 agosto 1990.

## Campioni

### Singolare maschile
Stefan Edberg ha battuto in finale  Goran Ivanišević per 7–6(3), 6–3.

### Doppio maschile
Guy Forget /  Jakob Hlasek hanno battuto in finale  Udo Riglewski /  Michael Stich per 2–6, 6–3, 6–4.